# Правінд Джагнот
Правінд Кумар Джагнот — політичний діяч держави Маврикій, прем'єр-міністр Маврикію (2017—2024).

## Життєпис
Народився 25 грудня 1961 року на Маврикії. Син багаторазового прем'єр-міністра і президента Маврикію А.Джагнота. Вищу юридичну освіту здобув у Бекінгемському університеті (Велика Британія). Був міністром фінансів Маврикію у 2004—2005, 2010—2011 рр. Член партії Бойовий соціалістичний рух, а потім і її керівник. З 23 січня 2017 р. — прем'єр-міністр Маврикію.